# Nigar Nazar
Nigar Nazar (Karachi, 1953) es una humorista gráfica, activista y empresaria paquistaní, considerada la primera mujer caricaturista de su país y del mundo árabe. Gogi, su personaje más conocido, una mujer urbana paquistaní que lucha en un contexto de normas sociales sexistas fue creado para educar a través del humor y la sátira en temas de defensa social, igualdad de género y valores morales. Es la directora ejecutiva de Gogi Studios. Fue incluida en la lista 100 Mujeres de la BBC en 2014.

## Trayectoria
Pasó su infancia en Washington, más tardé volvió a Pakistán. Nazar pasó de la carrera de medicina a la de bellas artes en 1968 y se licenció en la Universidad del Panjab en Lahore. Luego, hizo un curso de caricaturas por correspondencia en Glasgow. También asistió a cursos en la Universidad Nacional Australiana en Canberra.
En 1970, su caricatura Gogi, la protagonista de las historietas de Nazar, que representa a una mujer musulmana paquistaní moderna y progresista de veinte años, con pelo corto, pestañas largas y un vestido de lunares, apareció por primera vez en la revista anual del Instituto de Artes y Oficios de Karachi, y a partir de ese momento, sus dibujos empezaron a publicarse en prensa, revistas, televisión nacional e internacional. Dibujó una tira cómica diaria para el desaparecido The Sun Daily,  llamada Life with Gogi. En 1987, dibujó para una serie de módulos de capacitación sobre VIH/sida para el Ministerio de Salud de Pakistán.
Fundó Gogi Studios, un estudio de arte que trabaja con proyectos que abordan activamente cuestiones sociales y del que es la directora ejecutiva. Su obra es una importante herramienta educativa, especialmente para las personas analfabetas. Ha dirigido numerosos talleres y programas educativos para niños y jóvenes desfavorecidos en Pakistán, que realiza a través de su empresa, entre las que destacan el regalo de mochilas escolares con historietas de Gogi, la creación de campañas de concienciación social como Bus Wrappings, que ha realizado en Islamabad, donde ocho autobuses del transporte público se rotularon con caricaturas y mensajes dirigidos a la toda la población, o en Lahore, donde tres autobuses del transporte público se rotularon con mensajes sobre acoso sexual, alfabetización femenina y seguridad infantil. También ha creado espectáculos de marionetas, canciones, libros de cuentos y juegos de mesa para aliviar el trauma de los jóvenes víctimas de desastres naturales.Su obra se puede leer en inglés y en urdu.
Durante 2002 y 2003 fue becaria del Programa Fulbright en el departamento de arte de la Universidad de Oregón, en Estados Unidos, cuyo trabajo resultó en la obra Garbage Monster; y, en 2009, Especialista Visitante del mismo programa en el Colorado College. También, asistió a una formación de animación en los estudios de Hanna-Barbera en Manila, patrocinada por la UNICEF.
En 2009, completó la serie Going Gogi, cinco novelas gráficas sobre habilidades para la vida y para crear conciencia sobre cuestiones sociales como el extremismo, la corrupción, la violencia sectaria, la educación de las niñas, los derechos de las mujeres, la lucha contra el servicio militar obligatorio y violencia sectaria. Se han publicado tres recopilaciones de sus caricaturas, así como varios calendarios, folletos, agendas y carteles.
Es miembro fundador y la primera ponente internacional de la Asian Pacific Animators and Cartoonists Association con sede en Guiyang, China. Ha sido ponente y parte del jurado de numerosos concursos nacionales e internacionales de arte y de caricatura, como el Congress of Cartoonists en Nepal y Malasia o el Congreso sobre Cuestiones de la Mujer de Oxfam en Sri Lanka.
Es socia y ha trabajado con la Friedrich Naumann Foundation for Freedom (FNF) – Pakistan en programas educativos para la defensa de la democracia, la libertad de información y la tolerancia. En 2011, con el apoyo de diferentes organizaciones no gubernamentales, lanzó el Proyecto Autobús Gogi, que consistió en rotular 12 autobuses del transporte público con caricaturas de Gogi para concienciar sobre la libertad de información.
Su trabajo ha sido expuesto en diversos lugares de Pakistán, como los murales que pintó en el Instituto de Ciencias Médicas o en las salas de urgencias infantiles del Hospital Central de Distrito, así como en diferentes países del mundo, como Alemania o España.
Durante la pandemia de la COVID-19, Nazar organizó una serie de sesiones de lectura para niños desfavorecidos, de escasos recursos y con padres analfabetos, en diferentes ciudades de Pakistán, a quienes donó un lote de sus libros del personaje de Gogi.
En 2024, con motivo de la celebración del Día Internacional de la Mujer, participó con un discurso en la National Women Conference, dedicada al tema de Invertir en las mujeres: Acelerar el progreso, organizada por el Centro de Bienestar y Desarrollo de la Mujer del Ministerio de Derechos Humanos del Gobierno de Pakistán.

## Obra (selección)
- 1975 - Glad to Meetcha Gogi.[19]
- 1982 - Gogi on the Go.[19]
- 2005 - Koorey ka Jin (incluye un juego de mesa).[19]
- 2009 - Going Gogi (Colección).[19]
- 2014 - Babloo: The Little Boy who didn't like Books!. ISBN 0199065845.[29]

## Reconocimientos
Fue galardonada con el Premio Booruker de la UNESCO en 1997, por su trabajo en un orfanato de Kirguistán. En 2004, su caricatura Urdu Qaida, ganó el premio a la mejor herramienta educativa. Un año después, en 2005, el gobierno de Pakistán le concedió el premio Fatima Jinnah por su contribución al arte.
Apareció en el calendario Pakistan Icon 2010 de Wateen Telecom Pakistan. La Cartoonists Rights Network la nombró como la mejor en dibujos animados innovadores escogida entre los usuarios.
La BBC la nombró como una de las 100 mujeres más influyentes del mundo en 2014.
En marzo de 2023, el Presidente de Pakistán, le otorgó uno de los premios civiles del país, Tamgha-i-Imtiaz (Medalla a la Excelencia), por su notable contribución al empoderamiento de la mujer a través del arte.